# 卢伟冰
卢伟冰（英語：William Lu）（1975年9月4日—）是一位中国企业家，男，汉族。现任小米集团合伙人、总裁、国际部总裁兼小米品牌总经理。负责国际部的销售管理工作，以及小米品牌的打造，产品规划，生产、销售和营销。

## 生平
卢伟冰1975年9月4日出生于山东日照，毕业于清华大学化学专业，随后在长江商学院获得EMBA（工商管理硕士）学位。
1997年加入康佳集团担任销售业务，2007年末赴北京加入天语手机，负责国内业务，2009年转为负责海外业务。
2010年4月卢伟冰加入金立，随后担任金立总裁，主要负责海外业务。基于在康佳、天语积累的经验，卢伟冰在金立大展拳脚。卢伟冰在金立通过进行海外拓展，以及尝试推出子品牌IUNI、开展互联网渠道营销、打造年轻化产品线等一系列动作，至2017年，他成功将金立集团打造为中国智能手机行业的王牌企业。金立品牌亦曾一度与OPPO、vivo一同并称为国产线下之王，在中国广大的市、县及乡镇拥有较大市场规模。
2017年7月，金立董事长刘立荣宣布金立进行战略调整，卢伟冰负责的海外事业部转职卢伟冰牵头的新公司诚壹科技。2017年11月，卢伟冰从金立离职。
2018年10月，诚壹科技因经营不善解散，随即有传言称卢伟冰将入职小米。2019年1月2日，雷军正式宣布卢伟冰加入小米，担任小米集团副总裁、Redmi品牌总经理。2019年11月29日，小米集团公布人事变动案，宣布卢伟冰担任小米集团中国区总裁，同时继续兼任小米集团副总裁、Redmi品牌总经理。
2020年8月16日，小米集团CEO雷军宣布卢伟冰与王翔、周受资、张峰三位小米集团高管一同成为小米集团合伙人。2021年3月24日，因周受资辞去小米集团国际部总裁，小米集团公布人事变动案，宣布卢伟冰将接替周受资出任这一职位。自此，手握中国区及国际部两大总裁职位的卢伟冰成为小米集团内部仅次于CEO雷军的二号人物。
2022年12月30日，小米集团在港交所发布公告，宣布卢伟冰晋升为集团总裁，并继续兼任集团国际业务部总裁，同时管理集团手机部、生态链部、大家电部、中国区、印度区。其原本担任的中国区总裁职位转由集团副总裁王晓雁担任。
2024年2月，小米集团任命卢伟冰兼任小米品牌经理，由王腾担任Redmi品牌总经理。

## 逸闻
- 卢伟冰加入小米时，业内舆论均持悲观态度。有人以卢伟冰任职过的公司最后都因经营不善而淡出公众视野或倒闭的经历，称卢伟冰为“扫把星”、“拥有丰富的厂商破产倒闭经验”[9]。
- 卢伟冰加入小米后，因其激进和富有攻击性的策略和语言在网络平台名声大噪，被网友称为“卢怼怼”[10]。在Redmi Note 8发布会前，卢伟冰多次发布微博嘲讽华为旗下的荣耀手机产品荣耀9X售价最高达到2000元以上，但其支持的充电功率仅有10瓦的产品定义，被众网友称作“卢十瓦”、“十瓦辛格·卢”[11]。数码爱好者亦因此将每10瓦的直流电输入功率称作“1卢”，作为其爱好领域的计量单位。